# El jesuita
El jesuita: Conversaciones con el cardenal Jorge Bergoglio, sj (posteriormente renombrado a El Papa Francisco: Conversaciones con Jorge Bergoglio) es un libro biográfico sobre el cardenal Jorge Bergoglio, más tarde Papa Francisco. Fue escrito por los periodistas Sergio Rubin y Francesca Ambrogetti en 2010, siendo su única biografía publicada antes de su elección como papa. 
Tras su nombramiento como Pontífice en 2013, el libro fue vuelto a publicar, transformándose en esta ocasión en un best-seller.

## Desarrollo

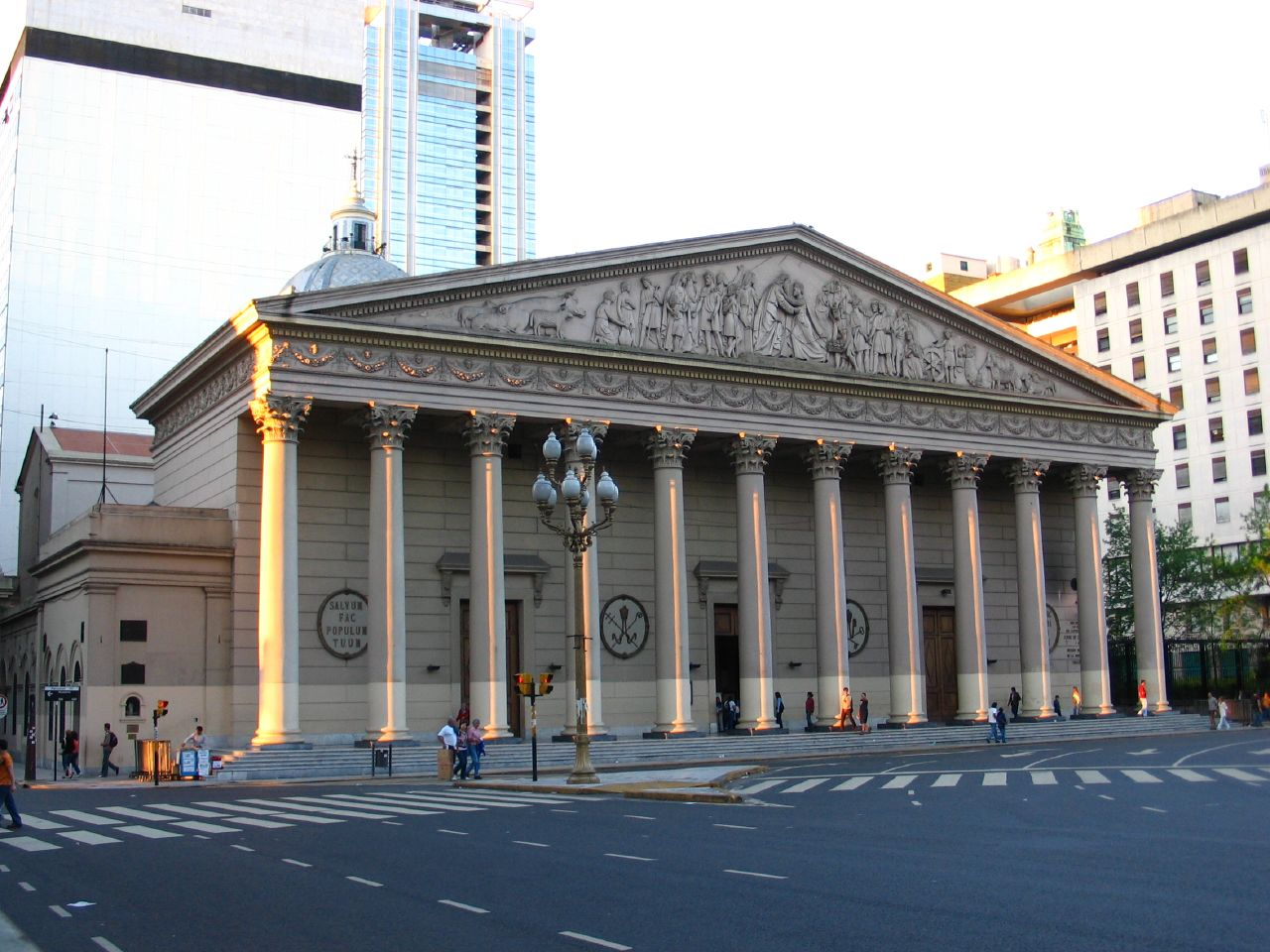
Durante un año y medio, Bergoglio fue entrevistado en la Catedral de Buenos Aires

La idea original del libro le surgió a Sergio Rubin durante una conversación con Francesca Ambrogetti a raíz de los resultados en el Cónclave papal de 2005, en el cual se eligió a Benedicto XVI, pero en el que presuntamente Bergoglio llegó a reunir alrededor de 40 votos en la tercera votación.
Aunque originalmente Bergoglio rechazó la idea de que escribieran un libro sobre él, debido a las peticiones continuas de los dos escritores acabó accediendo.
El libro se publicó a partir de una serie de escritos que el propio Francisco les facilitaba y de numerosas entrevistas que le realizaban en la Catedral metropolitana de Buenos Aires durante un año y medio.

## Segunda edición
Tras el anuncio del nombramiento de Jorge Bergoglio como pontífice en 2013, la editorial española Ediciones B decidió, ese mismo día, volver a publicar una versión del libro reeditada y ampliada con el título de El Papa Francisco: Conversaciones con Jorge Bergoglio. En esta ocasión, el libro batió un récord en ventas (best-seller) y en junio de 2013 ya había superado las 6.000 ventas.
Más tarde, el libro fue traducido a otros idiomas y publicado por otras editoriales (Penguin Books, Flammarion..).

## Temas

### Biográficos

#### Vocación cristiana y laCompañía de Jesús
Afirma que desde los 21 años sintió una vocación religiosa, y que entró en la Compañía de Jesús atraído por su "condición de fuerza de avanzada de la Iglesia, hablando en lenguaje castrense, desarrollada con obediencia y disciplina."

#### Familia
Bergoglio habla con cariño de su familia, en espacial de su abuela paterna, Rosa, la que le transmitió la creencia religiosa. También cuenta como su madre, que no estaba conforme con su vocación, nunca le fue a visitar al seminario.

#### Salud
En el capítulo del libro sobre salud, Bergoglio cuenta que a los 21 años sufrió una infección pulmonar por la cual tuvieron que extiparle parte del pulmón derecho y que le hizo debatirse entre la vida y la muerte. Además, padecía de ciática.

#### Actuación durante el Proceso de Reorganización Nacional
Bergoglio habla de cómo durante la dictadura en Argentina, autodenominada Proceso de Reorganización Nacional, refugió a varias personas en el Colegio Máximo de la Compañía de Jesús, en San Miguel (Buenos Aires), entre ellas a tres seminaristas.
También asegura que consiguió sacar a una persona del país a través de Foz do Iguaçu dándole su identidad, y explica cómo consiguió por diversos medios reunirse con el general Jorge Videla y el almirante Emilio Massera para mediar por la liberación de los secuestrados.
Niega haber tenido ninguna relación con el gobierno de Argentina durante la guerra sucia, y afirma que nunca antes se había defendido «para no hacerle el juego a nadie, no porque tuviese algo que ocultar», añadiendo: «Hice lo que pude con la edad que tenía y las pocas relaciones con las que contaba para abogar por las personas secuestradas [...] Me moví dentro de mis pocas posibilidades y mi escaso peso».

### Opiniones
Papel de la Iglesia en la sociedad
El entonces cardenal propone un modelo de Iglesia activa, que salga "hacia el pueblo de Dios", es decir, que esté en relación con la comunidad. Para los sacerdotes da el ejemplo del papa Juan XXIII, al que considera como un pastor, saliendo "al encuentro de la gente".
Celibato y pederastia
Sobre la supuesta relación entre la pederastia y el celibato de los sacerdotes, Bergoglio afirmó en el libro que «si hay un cura pedófilo es porque portaba en él la perversión antes de ser ordenado. Y suprimir el celibato no cura esas perversiones. Se tiene o no se tiene». Para evitar esto, defendió una mayor atención a la selección de candidatos para el sacerdocio.